# Lirobittium larum
Lirobittium larum är en snäckart som först beskrevs av Bartsch 1911.  Lirobittium larum ingår i släktet Lirobittium och familjen Cerithiidae. Inga underarter finns listade i Catalogue of Life.